# 板幕駅
板幕駅（パンマクえき、朝鮮語: 판막역）は、朝鮮民主主義人民共和国平安北道朔州郡にある駅であり、平北線に属する。 

## 歴史
- 1939年9月27日：新安駅として開業[1]。
- 日時不明：板幕駅に改称。

## 隣の駅
平北線
西部駅 - 板幕駅 - 富豊駅